# Ermida do Milagre (Santarém)
A Ermida do Santíssimo Milagre ou, simplesmente, Ermida do Milagre, é uma capela situada no centro histórico da cidade de Santarém, em Portugal, na proximidade da Igreja de Santo Estêvão.
Este pequeno templo, fundado no século XVII, foi erigido no local onde, segundo a tradição, se erguia a casa da mulher que cometera o sacrilégio que esteve na origem do famoso milagre eucarístico de Santarém, ocorrido em 1226. Atualmente, a relíquia do milagre encontra-se exposta na Igreja de Santo Estêvão (mais conhecida, hoje em dia, como Santuário do Santíssimo Milagre).
A ermida foi mandada construir em 1663, por D. Manuel dos Reis Tavares e por sua mulher, D. Margarida César de Almeida. A fachada principal do templo é enquadrada por pilastras com pináculos cónicos e é rematada por um frontão curvo, sobre o qual assenta uma sineira. O portal é de vão rectangular e o lintel arquitravado, encimado por uma pedra de armas com a representação do Santíssimo Sacramento.
A nave é coberta por abóbada de canhão, com ornatos de estuque policromo, imitando caixotão em madeira. As paredes laterais exibem arcos cegos redondos, apoiados em pilares de cantaria, enquadrando cartelas maneiristas em pedra. À direita da porta encontra-se colocada uma pia de água benta, assente numa coluna manuelina invertida. A nave encontra-se separada da capela-mor através de um arco triunfal redondo, em cantaria, erguido sobre pilastras toscanas.
A capela-mor é rematada por uma cúpula piramidal, com lanternim e ornatos em estuque imitando mármore. O altar-mor é revestido por mármores de várias cores, abrindo-se na parede do fundo um nicho, que alberga o trono, enquadrado por ornatos em talha rococó. Na parede do lado da epístola, ergue-se a pedra tumular dos fundadores da ermida, em mármore e assente em dois leões em cantaria, indicando que aqueles jazem debaixo do altar.